# 小沃爾納特村 (新墨西哥州)
小沃爾納特村（英語：Little Walnut Village）是位於美國新墨西哥州格蘭特縣的普查規定居民點。

## 人口
根據2020年美國人口普查的數據，小沃爾納特村的面積為15.20平方千米，當中陸地面積為15.18平方千米，而水域面積為0.02平方千米。當地共有人口1386人，而人口密度為每平方千米91.18人。